# Hiệp hội các nhà sản xuất Ô tô Việt Nam
Hiệp hội các nhà Sản xuất Ô tô Việt Nam, tên giao dịch tiếng Anh: Vietnam Automobile Manufacturers Association, viết tắt VAMA, thành lập ngày 3 tháng 8 năm 2000, là một tổ chức phi chính phủ, phi chính trị và phi lợi nhuận, được thành lập trên nguyên tắc tự nguyện của các nhà sản xuất ô tô được cấp giấy phép hoạt động tại Việt Nam .
Văn phòng Hiệp hội đặt tại Tầng 10, tòa nhà Đào Duy Anh, số 9 Đào Duy Anh, Đống Đa, Hà Nội

## Mục đích của Hiệp hội
1. Kết nối các doanh nghiệp nhằm khuyến khích sự phát triển và tiến bộ của ngành công nghiệp ô tô Việt Nam nói riêng và góp phần vào sự phát triển kinh tế và thịnh vượng của cộng đồng nói chung.
2. Tham gia vào các chương trình nghiên cứu và xây dựng chính sách phát triển ngành công nghiệp ô tô cũng như bảo vệ môi trường và phát triển bền vững.
3. Hỗ trợ bảo vệ quyền và lợi ích hợp pháp của cả người lao động cũng như người sử dụng lao động trong các doanh nghiệp thành viên;
4. Hỗ trợ và cải thiện quyền và lợi ích hợp pháp của người sử dụng xe ô tô trên các phương diện về chất lượng, độ tin cậy, sự an toàn, dịch vụ sau bán hàng, bảo vệ môi trường; Hỗ trợ người sử dụng xe tiếp cận và ứng dụng những thành tựu tiến bộ nhất của công nghệ ô tô trên thế giới cho ngành công nghiệp ô tô Việt Nam;

|     | Tên công ty                                                 | Tên thương hiệu         | Ghi chú |
| --- | ----------------------------------------------------------- | ----------------------- | ------- |
| 1.  | Công ty TNHH Ford Vietnam                                   | Ford                    |         |
| 2.  | Công ty Liên doanh Hino Motors Vietnam                      | Hino                    |         |
| 3.  | Công ty TNHH Isuzu Vietnam                                  | Isuzu                   |         |
| 4.  | Công ty Cổ phần ô tô Đô Thành Do Thanh Auto                 | Do Thanh                |         |
| 5.  | Công ty Liên doanh Mercedes-Benz Vietnam                    | Mercedes-Benz           |         |
| 6.  | Công ty TNHH ô tô Toyota Vietnam                            | Toyota                  |         |
| 7.  | Công ty TNHH Sản xuất và Kinh doanh Vinfast                 | Vinfast                 |         |
| 8.  | Công ty TNHH TCIE Việt Nam                                  | Nissan                  |         |
| 9.  | Công ty Vietnam Suzuki (Visuco)                             | Suzuki                  |         |
| 10. | Công ty TNHH ô tô Mitsubishi Việt Nam                       | Mitsubishi              |         |
| 11. | Tổng công ty cơ khí GTVT Sài Gòn (Samco)                    | Samco                   |         |
| 12. | Công ty cổ phần Tập đoàn Trường Hải                         | Kia, Mazda, Mini, Thaco |         |
| 13. | Tổng công ty máy động lực & máy nông nghiệp Việt Nam (Veam) | Veam                    |         |
| 14. | Công ty TNHH Mekong Auto                                    | Mekong                  |         |
| 15  | Tổng công ty công nghiệp ô tô Việt Nam                      | Vinamotor               |         |
| 16  | Công ty TNHH Honda Vietnam                                  | Honda                   |         |
| 17  | Công ty TNHH Daewoo Bus Việt Nam                            | Daewoo Bus              |         |